# Taebla (gemeente)
Taebla (Estisch: Taebla vald) is een voormalige gemeente in de Estlandse provincie Läänemaa. De gemeente telde 2276 inwoners (2011) en had een oppervlakte van 141,5 km². In oktober 2013 werd Taebla bij de fusiegemeente Lääne-Nigula gevoegd. De hoofdplaats Taebla werd nu de hoofdplaats van Lääne-Nigula.
De grootste plaatsen in de landgemeente waren Taebla en Palivere, die beide de status van alevik (vlek) hebben. Daarnaast waren er vijftien dorpen, waarvan alleen Nigula en Kirimäe meer dan honderd inwoners tellen.
De Pikajalamägi bij Palivere is met 51 m de hoogste heuvel van Läänemaa. Erop bevindt zich een skischans.
In Kadarpiku woonde van 1932 tot zijn dood de schilder Ants Laikmaa (1866-1942). Zijn huis is als museum ingericht.
In Nigula bevindt zich een 13de-eeuwse kerk met een jongere toren.

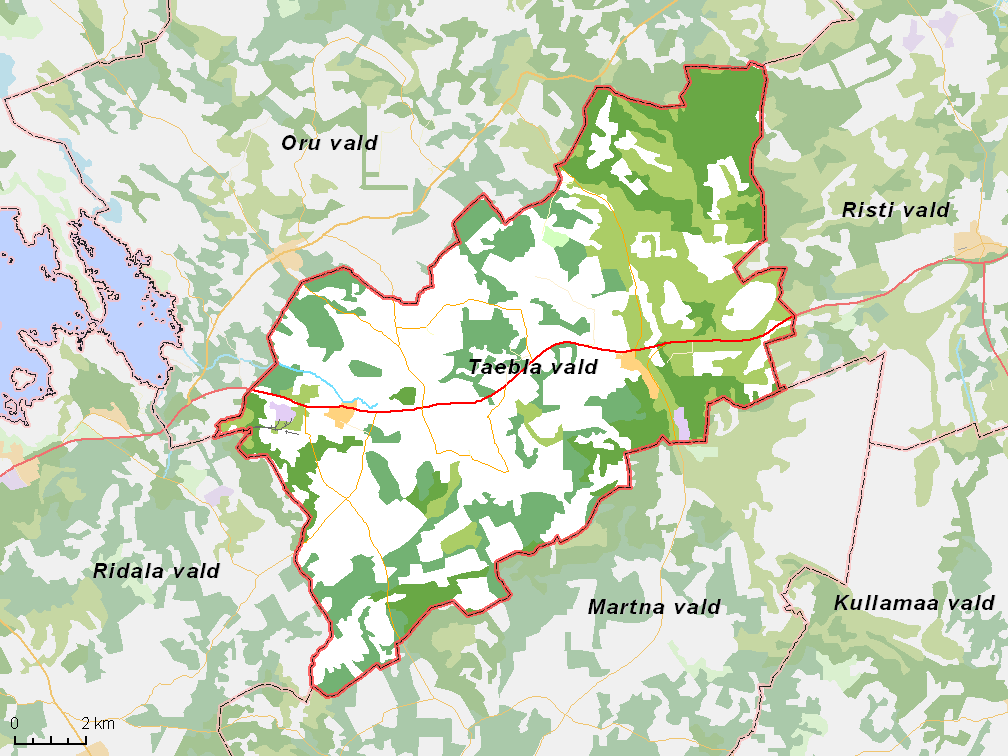
De gemeente met omliggende gemeenten, situatie begin 2013